# Demoiselle Lapine et le grand méchant Léopard
Demoiselle Lapine et le grand méchant Léopard est un manhwa, adapté en série d'anime japonaise.
Cette série met en scène Vivi, une petite lapine qui vit dans un monde où les animaux se transforment en humains (« humains-garous ») lorsqu’ils atteignent l’âge adulte. 
Mais Vivi a un problème : elle ne parvient pas à se transformer...